# العلاقات الزامبية الميكرونيسية
العلاقات الزامبية الميكرونيسية هي العلاقات الثنائية التي تجمع بين زامبيا وولايات ميكرونيسيا المتحدة.

## مقارنة بين البلدين
هذه مقارنة عامة ومرجعية للدولتين:
| وجه المقارنة                                              | زامبيا                         | ولايات ميكرونيسيا المتحدة |
| --------------------------------------------------------- | ------------------------------ | ------------------------- |
| المساحة (كم2)                                             | 752.62 ألف                     | 702                       |
| عدد السكان (نسمة)                                         | 17.09 مليون                    | 105.54 ألف                |
| الكثافة السكانية (ن./كم²)                                 | 22.71                          | 15.03 ألف                 |
| العاصمة                                                   | لوساكا                         | باليكير                   |
| اللغة الرسمية                                             | لغة إنجليزية                   | لغة إنجليزية              |
| العملة                                                    | كواشا زامبي، كواشا زامبي قديم ‏ | دولار أمريكي              |
| الناتج المحلي الإجمالي (بليون دولار)                      | 25.81 مليار                    | 336.43 مليون              |
| الناتج المحلي الإجمالي (تعادل القوة الشرائية) بليون دولار | 62.18 مليار                    | 365.27 مليون              |
| الناتج المحلي الإجمالي الاسمي للفرد دولار أمريكي          | 1.30 ألف                       | 3.02 ألف                  |
| الناتج المحلي الإجمالي للفرد دولار أمريكي                 | 3.90 ألف                       |                           |
| مؤشر التنمية البشرية                                      | 0.586                          | 0.640                     |
| رمز المكالمات الدولي                                      | +260                           | +691                      |
| رمز الإنترنت                                              | .zm                            | .fm                       |
| المنطقة الزمنية                                           | ت ع م+02:00                    |                           |

## منظمات دولية مشتركة
يشترك البلدان في عضوية مجموعة من المنظمات الدولية، منها:
| علم المنظمة | اسم المنظمة                                 | تاريخ انضمام زامبيا | تاريخ انضمام ولايات ميكرونيسيا المتحدة |
| ----------- | ------------------------------------------- | ------------------- | -------------------------------------- |
|             | البنك الدولي للإنشاء والتعمير               | 23 سبتمبر 1965      | 24 يونيو 1993                          |
|             | يونسكو                                      | 9 نوفمبر 1964       | 19 أكتوبر 1999                         |
|             | وكالة ضمان الاستثمار متعدد الأطراف          | 6 يونيو 1988        | 11 أغسطس 1993                          |
|             | الاتحاد الدولي للاتصالات                    | 23 أغسطس 1965       | 18 مارس 1993                           |
|             | مؤسسة التمويل الدولية                       | 23 سبتمبر 1965      | 24 يونيو 1993                          |
|             | مؤسسة التنمية الدولية                       | 23 سبتمبر 1965      | 24 يونيو 1993                          |
|             | الأمم المتحدة                               | 1 ديسمبر 1964       | 17 سبتمبر 1991                         |
|             | مجموعة دول أفريقيا والكاريبي والمحيط الهادئ | ?                   | ?                                      |
|             | منظمة حظر الأسلحة الكيميائية                | ?                   | ?                                      |
|             | المركز الدولي لتسوية المنازعات الاستشارية   | 17 يوليو 1970       | 24 يوليو 1993                          |